# Mirtazapine
Mirtazapine is een geneesmiddel uit de groep van tetracyclische antidepressiva. Het wordt ook toegepast voor de behandeling van slapeloosheid (niet geregistreerd gebruik). De chemische structuur van deze stoffen bevat vier ringen. Van mirtazapine bestaan twee stereo-isomeren die elkaars spiegelbeeld zijn, de (R)- en (S)-vormen. Voor de commerciële producten gebruikt men een racemaat van evenveel (R)- als (S)-mirtazapine.
Mirtazapine werd in 1976 geoctrooieerd door Organon, en wordt verkocht onder de merknamen Remeron en Remergon. De looptijd van het Amerikaans octrooi, normaal 20 jaar vanaf de aanvraag van het octrooi werd verlengd tot 14 juni 1998 omdat het product pas in 1996 werd toegelaten op de markt. Het is inmiddels ook als generiek geneesmiddel verkrijgbaar.

## Werking
Mirtazapine stimuleert in de hersenen de afgifte van noradrenaline en serotonine, stoffen die een rol spelen bij depressies. Het activeert de 5-HT1-serotoninereceptoren selectief omdat het de 5-HT2- en 5-HT3-receptoren blokkeert.

## Bijwerkingen
Vaak tot zeer vaak voorkomende bijwerkingen zijn: slaperigheid, sufheid, verminderd reactievermogen, seksuele dysfunctie, rusteloze benen, maag en darmklachten en acathisie. 
Soms tot zelden voorkomende bijwerkingen: duizeligheid, toename van eetlust en gewicht, droge mond, hoofdpijn, transpireren, zware (vermoeide) benen.

## Veterinair gebruik
Mirtazapine heeft ook enig veterinair gebruik bij katten en honden. Het wordt soms voorgeschreven als eetlustopwekker voor katten of honden die te kampen hebben met verlies van eetlust als gevolg van medische aandoeningen zoals chronische nierziekte. Het is vooral nuttig voor de behandeling van een gecombineerde slechte eetlust en misselijkheid bij katten en honden.
Er zijn twee mogelijkheden voor toediening bij dieren: tabletten die oraal worden ingenomen (vaak gemalen), en een zalf die plaatselijk op de binnenkant van het oor wordt aangebracht.